# Walther Funk
Walther Immanuel Funk (Trakehnen, 18. kolovoza 1890. – Düsseldorf, 31. svibnja 1960.) bio je istaknuti nacistički službenik. Walther Funk je od 1938. do 1945. obavljao dužnost ministra ekonomije Reicha.

## Životopis

### Rani život
Walther Emanuel Funk je rođen 18. kolovoza 1890. u trgovačkoj obitelji u mjestu Danzkehmen. Rođen je kao sin Walthera Funka, sr. i njegove supruge Sophie (prije Urbschat). Studirao je pravo, ekonomiju i politiku na sveučilištima u Berlinu i Leipzigu. U Prvom svjetskom ratu pridružio se pješaštvu, no izbačen je 1916. Funk se 1919. oženio Luisom Schmidt-Sieben. Nakon rata radio je kao novinar, a 1922. radio je kao urednik u prestižnim novinama Berliner Börsenzeitung. 

### Politički život
Funk, nacionalist i anti-marksist, dao je otkaz u novinama na ljeto 1931. i prudružio se nacističkoj stranci. Tako je postao bliži s Gregorom Strasserom koji je dogovorio njegov prvi sastanak s Adolfom Hitlerom. Dijelom zbog svog interesa za ekonomiju, Funk je u srpnju 1932. izabran za izaslanika Reichstaga, a unutar stranke je došao na poziciju predsjednika Komiteta za Ekonomsku Politiku u prosincu 1932. Tu poziciju nije dugo zadržao. Nakon dolaska nacizma na vlast, dao je otkaz na poziciji izaslanika i postao je izvršni tiskač i izdavač u Trećem Reichu. 

#### Karijera u Trećem Reichu
- U ožujku 1933., Walther Funk je postavljen na poziciju Državnog Tajnika u Ministarstvu propagande.
- Godine 1938. postaje Glavni opunomoćenik za ekonomiju (Wirtschaftsbeauftragter).
- Iste te godine, u veljači, postao je i ministar ekonomije zamijenivši Hjalmara Schachta koji je dobio otkaz u studenom 1937.
- U siječnju 1939. Funk je postao i predsjednik Reichsbanke, opet zemijenivši Schachta.
- U rujnu 1943. postao je član Središnjeg kolegija za planiranje.

#### Nürnberški proces
Unatoč slabom zdravlju, Funku se sudilo zajedno s ostalim nacističkim ratnim zločincima na Nürnberškom procesu. Funk je optužen: za urotu za počinjenje zločina protiv mira, za planiranje i iniciranje agresivnih sukoba, za ratne zločine i zločine protiv humanosti. On je izjavio da unatoč svojim titulama nije imao veliku moć u nacističkoj stranci. Göring ga je opisao kao "nevažnog podređenika", no dokumentirani dokazi i njegova ratna biografija Walter Funk, život ekonomije korišteni su kao dokazi protiv njega. Funk je dokazan kriv po 2., 3. i 4. točki optužnice te je osuđen na doživotni zatvor. 
Funk je držan u zatvoru Spandau zajedno s ostalim doživotno zarobljenim nacistima, no 1957. je pušten zbog lošeg zdravlja. Umro je tri godine poslije, i to 31. svibnja 1960.

## Vanjske poveznice
- Funk war crimes dossier